# Ariamnes
Ariamnes là một chi nhện trong họ Theridiidae.

## Hình ảnh

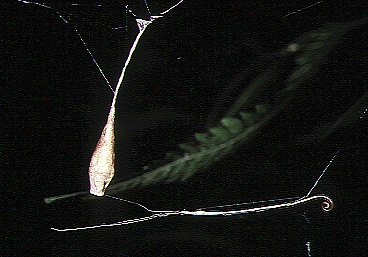
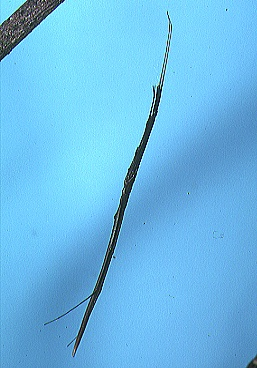